# 57e Grammy Awards

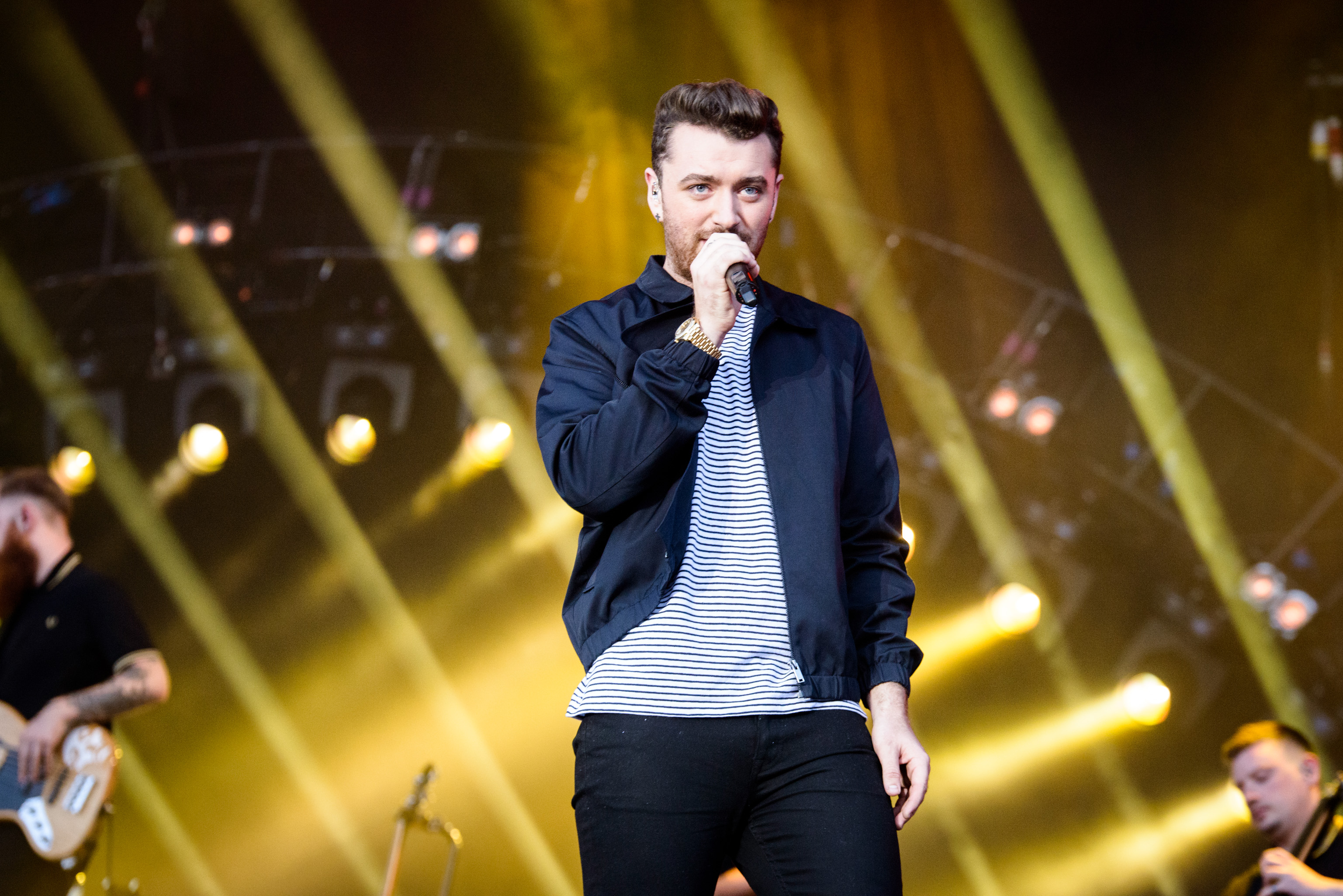
Sam Smith won vier Grammy's waaronder de twee belangrijkste awards voor de single Stay with Me.

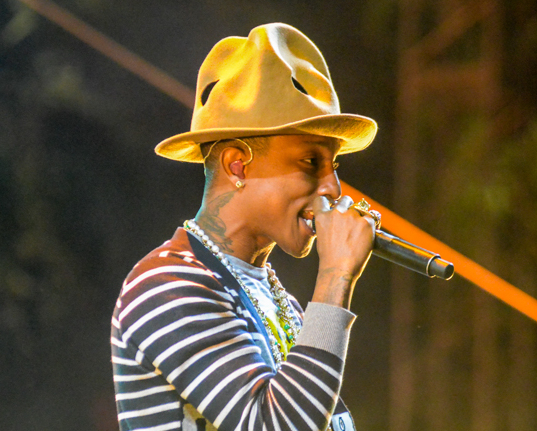
Pharrell Williams was zes keer genomineerd waaronder drie keer in de categorie beste album voor zijn produce werk.

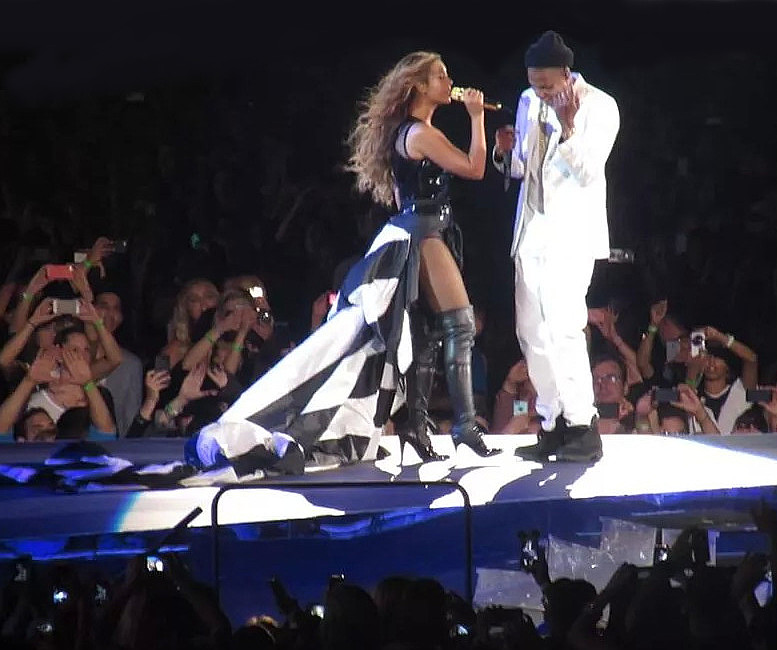
Beyoncé en Jay-Z wonnen twee Grammy's voor hun samenwerking Drunk in Love.

De 57e uitreiking van de jaarlijkse Grammy Awards vond plaats in Los Angeles in het Staples Center op zondag 8 februari 2015. De hoofdshow werd uitgezonden door de Amerikaanse tv-zender CBS. De Grammy's werden in 83 categorieën uitgereikt, één meer dan in 2014. De nominaties werden bekendgemaakt op 5 december 2014. De Britse singer-songwriter Sam Smith won vier Grammy's waaronder in de categorieën Best New Artist, Song of the Year en Record of the year. Beck Hansen won de prijs voor Best Album. Later zorgde Kanye West voor ophef, nadat hij vond dat Beyoncé de award verdiende. Zij werd de meest genomineerde vrouwelijke artiest met 6 nominaties, en wist uiteindelijk 3 daarvan te verzilveren. Daarmee werd ze de vrouwelijke artiest met de op één na meeste Grammy's. In 2021 zou ze het effectieve record verbreken. 

## The Premiere Ceremony
Niet alle Grammy's werden tijdens de live tv-show uitgereikt. Enkele tientallen wat minder belangrijk geachte onderscheidingen werden uitgereikt tijdens een zogenoemde Pre-telecast ceremony, die voorafging aan de tv-show. Deze werd gehouden in het Nokia Theater dat naast het Staples Center ligt. Vanaf 2015 heet deze show de Premiere Ceremony waarin zo'n 70 Grammy's werden uitgereikt.

## Procedure
Platen die in aanmerking kwamen voor een Grammy(-nominatie) moesten zijn uitgebracht tussen 1 oktober 2013 en 30 september 2014. Tussen medio oktober en medio november 2014 konden de leden van de Recording Academy hun stem uitbrengen, waarna de nominaties voor elke categorie op 5 december 2014 werden bekendgemaakt. Doorgaans worden in elke categorie vijf titels of artiesten genomineerd.

## Veranderingen ten opzichte van 2014
Zoals bijna elk jaar waren er voor de editie van 2015 weer enkele wijzigingen in het Grammy-proces doorgevoerd. Het ging daarbij voornamelijk om naamswijzigingen van categorieën en de zogenoemde Genre Fields. Er kwamen twee nieuwe categorieën bij:
- Nieuwe categorieën

De Best American Roots Performance-Grammy werd uitgereikt aan de makers van de beste uitvoering in het American Roots genre. Dit omvat alle traditionele Noord-Amerikaanse muziekstijlen zoals cajun, zydeco, polka, bluegrass en dergelijke. 
Een andere nieuwe categorie was die voor Best Roots Gospel Album voor gospelplaten in de bovengenoemde stijlen.
- Wijzigingen in de Gospel-categorieën

Enkele categorieën in het Gospel-genre werden samengevoegd of juist gesplitst, om zo een beter onderscheid te kunnen maken tussen de 'traditionele' gospelmuziek en de modernere Contemporary Christian Music. Nieuw was Best Roots Gospel Album. De categorieën in het gospelgenre heetten voortaan Best Gospel Performance/Song, Best Contemporary Christian Music Performance/Song, Best Gospel Album, Best Contemporary Christian Music Album en Best Roots Gospel Album.
- Samples toegestaan

Samples en andere bewerkingen van bestaande nummers in een nieuw nummer zijn vanaf 2015 toegestaan in de categorieën voor Song Of The Year, Best Rock Song, Best R&B Song, Best Country Song, Best Gospel Song, Best Contemporary Christian Music Song, Best American Roots Song en Best Song Written For Visual Media. Tot nu toe waren samples en bewerkingen alleen toegestaan in de categorie Best Rap Song, maar dit geldt nu dus voor alle categorieën waarin componisten een Grammy kunnen winnen.
- Enkele kleine naamswijzigingen

## Nominaties
De nominaties in de 83 categorieën (doorgaans vijf per categorie) zijn op 5 december 2014 bekendgemaakt.

### Meeste nominaties
(Vetgedrukte nominaties werden verzilverd)
- 6: Beyoncé
  - Album of the Year voor Beyoncé
  - Best R&B Performance voor Drunk in Love
  - Best R&B Song voor Drunk in Love
  - Best Urban Contemporary Album voor Beyoncé
  - Best Surround Sound Album voor Beyoncé
  - Best Music Film voor On The Run Tour (met Jay Z)

- 6: Pharrell Williams
  - Album of the Year voor Beyoncé (producer)
  - Album of the Year voor X (Ed Sheeran) (producer)
  - Album of the Year voor GIRL
  - Best Pop Solo Performance voor Happy (Live)
  - Best Urban Contemporary Album voor GIRL
  - Best Music Video voor Happy

- 6: Sam Smith
  - Record of the Year voor Stay with Me
  - Album of the Year voor In The Lonely Hour
  - Song of the Year voor Stay With Me
  - Best New Artist
  - Best Pop Solo Performance voor Stay With Me
  - Best Pop Vocal Album voor In The Lonely Hour

- 4: Tom Coyne (mastering engineer voor o.a. Beyonce, Sam Smith en Taylor Swift), Beck, Drake, Sia, Eric Church, Gordon Goodwin, Iggy Azalea, Jack White, Jay Z, Miranda Lambert, Usher, Bob Ludwig (mastering engineer)
- 3: Andrew Coleman, Ben Glover, Billy Childs, Black Keys, Chris Brown, Coldplay, Dmitriy Lipay, Ed Sheeran, Eminem, Florian Lagatta, Jhené Aiko, Lecrae, Max Martin, Rosanne Cash, Ryan Adams, Taylor Swift

Er was één Nederlander genomineerd: Tiesto in de categorie Best Remixed Recording, voor zijn remix van John Legends All of Me (Tiesto's Birthday Treatment Remix). Hij won de Grammy, de eerste Nederlandse overwinning sinds Afrojack in 2010 in dezelfde categorie won.

## Meeste Grammy's gewonnen
- 4: Sam Smith
- 3: Beyoncé, Rosanne Cash, Pharrell Williams, Bob Ludwig
- 2: Beck, Jack White, Jay Z, Florian Lagatta, Eminem

## Postume Grammy's
Een aantal artiesten won postuum een Grammy:
- Johnny Winter (overleden 2014) voor Best Blues Album
- Gil Friesen (overleden 2012) voor Best Music Film
- Joan Rivers (overleden 2014) voor Best Spoken Word Album

## Winnaars

### Algemeen
- Album of the Year
  - Morning Phase - Beck
  - Beck Hansen, producer; Tom Elmhirst, David Greenbaum, Florian Lagatta, Cole Marsden, Greif Neill, Robbie Nelson, Darrell Thorp, Cassidy Turbin & Joe Visciano, technici/mixers; Bob Ludwig, mastering engineer
- Record of the Year
  - Stay With Me - Sam Smith
  - Steve Fitzmaurice, Rodney Jerkins & Jimmy Napes, producers; Steve Fitzmaurice, Jimmy Napes & Steve Price, technici/mixers; Tom Coyne, mastering engineer
- Song of the Year
  - Sam Smith, James Napier, William Phillips, Tom Petty, Jeff Lynne (componisten) voor Stay With Me, uitvoerende: Sam Smith
- Best New Artist
  - Sam Smith

### Pop
- Best Pop Solo Performance
  - Happy (Live) - Pharrell Williams
- Best Pop Duo/Group Performance
  - Say Something - A Great Big World ft. Christina Aguilera
- Best Pop Vocal Album
  - In The Lonely Hour - Sam Smith
- Best Contemporary Instrumental Album
  - Bass & Mandolin - Chris Thile & Edgar Meyer

### Dance/Electronic
- Best Dance Recording
  - Rather Be - Clean Bandit ft. Jess Glynne
  - Grace Chatto & Jack Patterson, producers; Wez Clarke & Jack Patterson, mixers
- Best Dance/Electronic Album
  - Syro - Aphex Twin
- Best Remixed Recording
  - Tiesto voor All of Me (Tiesto's Birthday Treatment Remix), uitvoerende: John Legend

### Traditional Pop
- Best Traditional Pop Vocal Album
  - Cheek to Cheek - Lady Gaga & Tony Bennett

### Rock
- Best Rock Performance
  - Lazaretto - Jack White
- Best Metal Performance
  - The Last in Line - Tenacious D
- Best Rock Song
  - Hayley Williams & Taylor York (componisten) voor Ain't it Fun, uitvoerenden: Paramore
- Best Rock Album
  - Morning Phase - Beck

### Alternative
- Best Alternative Music Album
  - St. Vincent - St. Vincent

### R&B
- Best R&B Performance
  - Drunk in Love - Beyoncé & Jay-Z
- Best Traditional R&B Performance
  - Jesus Children - Robert Glasper Experience ft. Lala Hathaway & Malcolm-Jamal Warner
- Best R&B Song
  - Shawn Carter, Rasool Diaz, Noel Fisher, Jerome Harmon, Beyoncé Knowles, Timothy Mosely, Andre Eric Proctor & Brian Soko (componisten) voor Drunk in Love, uitvoerenden: Beyoncé & Jay-Z
- Best Urban Contemporary Album
  - GIRL - Pharrell Williams
- Best R&B Album
  - Love, Marriage & Divorce - Toni Braxton & Babyface

### Rap
- Best Rap Performance
  - I - Kendrick Lamar
- Best Rap/Sung Collaboration
  - The Monster - Eminem ft. Rihanna
- Best Rap Song
  - Kendrick Lamar & Columbus Smith (componisten) voor I, uitvoerende: Kendrick Lamar
- Best Rap Album
  - The Marshall Mathers LP 2 - Eminem

### Country
- Best Country Solo Performance
  - Something in the Water - Carrie Underwood
- Best Country Duo/Group Performance
  - Gentle on my Mind - The Band Perry
- Best Country Song
  - Glen Campbell & Julian Raymond (componisten) voor I'm Not Gonna Miss You, uitvoerende: Glen Campbell
- Best Country Album
  - Platinum - Miranda Lambert

### New Age
- Winds of Samsara - Ricky Kej & Wouter Kellerman

### Jazz
- Best Improvised Jazz Solo
  - Fingerprints - Chick Corea
- Best Jazz Vocal Album
  - Beautiful Life - Dianne Reeves
- Best Jazz Instrumental Album
  - Trilogy - Chick Corea Trio
- Best Large Jazz Ensemble Album
  - Life in the Bubble - Gordon Goodwin's Big Phat Band
- Best Latin Jazz Album
  - The Offense of the Drum - Arturo O'Farrill & The Afro Latin Jazz Orchestra

### Gospel/Contemporary Christian Music
- Best Gospel Performance/Song
  - No Greater Love - Smokie Norful (artiest); Aaron W. Lindsey & Smokie Norful (componisten)
- Best Contemporary Christian Music Performance/Song
  - Messengers - Lecrae ft. For King and Country (artiesten); Torrance Esmond, Ran Jackson, Ricky Jackson, Kenneth Chris Mackey, Lecrae Moore, Joseph Prielozny, Joel Smallbone & Luke Smallbone (componisten)
- Best Gospel Album
  - Help - Erica Campbell
- Best Contemporary Christian Music Album
  - Run Wild. Live Free. Love Strong. - For King and Country
- Best Roots Gospel Album
  - Shine For All the People - Mike Farris

### Latin
- Beste latin pop-album
  - Tangos - Rubén Blades
- Best Latin Rock, Urban or Alternative Album
  - Multiviral - Calle 13
- Best Regional Mexican Music Album
  - Mano a Mano - Tangos a la Manera de Vicente Fernández - Vicente Fernández
- Best Tropical Latin Album
  - Más + Corazón Profundo - Carlos Vives

### American Roots
- Best American Roots Performance
  - A Feather's Not a Bird - Rosanne Cash
- Best American Roots Song
  - Rosanne Cash & John Leventhal (componisten) voor A Feather's Not a Bird, uitvoerende: Rosanne Cash
- Best Americana Album
  - The River & The Thread - Rosanne Cash
- Best Bluegrass Album
  - The Earls of Leicester - The Earls of Leicester
- Best Blues Album
  - Step Back - Johnny Winter
- Best Folk Album
  - Remedy - Old Crow Medicine Show
- Best Regional Roots Music Album
  - The Legacy - Jo-El Sonnier

### Reggae
- Best Reggae Album
  - Fly Rasta - Ziggy Marley

### Wereldmuziek
- Best World Music Album
  - Eve - Angelique Kidjo

### Kinderrepertoire
- Best Children's Album
  - I Am Malala: How One Girl Stood Up For Education and Changed The World - Neela Vaswani

### Gesproken Woord
- Best Spoken Word Album
  - Diary of a Mad Diva - Joan Rivers

### Comedy
- Best Comedy Album
  - Mandatory Fun - Weird Al Yankovic

### Musical
- Best Musical Theater Album
  - Beautiful: The Carole King Musical - Jessie Mueller(solist); Jason Howland, Steve Sidwell & Billy Jay Stein(producers)

### Soundtracks
- Best Compilation Soundtrack for Visual Media
  - Frozen - Kristen Anderson-Lopez, Robert Lopez, Tom MacDougall & Chris Montan (samenstellers/producers)
- Best Score Soundtrack for Visual Media
  - The Grand Budapest Hotel - Alexandre Desplat, componist
- Best Song Written for Visual Media
  - Kristen Anderson-Lopez & Robert Lopez (componisten) voor Let It Go, uitvoerende: Idina Menzel

### Compositie & Arrangementen
- Best Instrumental Composition
  - The Book Thief - John Williams
- Best Arrangement (Instrumental/A cappella)
  - Ben Bram, Mitch Grassi, Scott Hoying, Avi Kaplan, Kirstin Maldonado & Kevin Olusola (arrangeurs) voor Daft Punk, uitvoerenden: Pentatonix
- Best Arrangement (Instruments/Vocals)
  - Billy Childs (arrangeur) voor New York Tendabarry, uitvoerenden: Billy Childs ft. Renée Fleming & Yo Yo Ma

### Hoezen
- Best Recording Package
  - Jeff Ament, Don Pendleton, Joe Spix & Jerome Turner (ontwerpers) voor Lightning Bolt, uitvoerenden: Pearl Jam
- Best Boxed or Special Limited Edition Package
  - Susan Archie, Dean Blackwood & Jack White (ontwerpers) voor The Rise & Fall Of Paramount Records, Volume One (1917-27), uitvoerenden: Diverse artiesten
- Best Album Notes (Beste hoestekst)
  - Ashley Kahn (schrijver) voor Offering: Live at Temple University, uitvoerende: John Coltrane

### Historische uitgaven
- Best Historical Album
  - The Garden Spot Programs, 1950 - Colin Escott & Cheryl Pawelski (samenstellers); Michael Graves (mastering engineer) (uitvoerende: Hank Williams

### Productie & Techniek
- Producer of the Year, Classical
  - Judith Sherman
- Producer of the Year, Non-Classical
  - Max Martin
- Best Engineered Album, Non-Classical (Beste techniek op niet-klassiek album)
  - Tom Elmhirst, David Greenbaum, Florian Lagatta, Cole Marsden Greif-Neill, Robbie Nelson, Darrell Thorp, Cassidy Turbin & Joe Visciano (technici); Bob Ludwig (mastering engineer) voor Morning Phase, uitvoerende: Beck
- Best Engineered Album, Classical
  - Michael Bishop (technicus) voor Vaughan Williams: Dona Nobis Pacem; Symphony No. 4; The Lark Ascending, uitvoerenden: Atlanta Symphony Chorus & Orchestra o.l.v. Robert Spano, Norman Mackenzie)
- Best Surround Sound Album
  - Elliot Scheiner (surround mixer), Bob Ludwig (surround mastering engineer), Beyoncé Knowles (surround producer) voor Beyoncé, uitvoerende: Beyoncé

### Klassieke muziek
Vetgedrukte namen ontvingen een Grammy. Overige uitvoerenden, zoals orkesten, solisten e.d., die niet in aanmerking kwamen voor een Grammy, staan in kleine letters vermeld.
- Best Orchestral Performance
  - John Adams: City Noir - David Robertson (dirigent)
  - St. Louis Symphony, orkest
- Best Opera Recording
  - Charpentier: La Descente d'Orphée Aux Enfers - Paul O'Dette & Stephen Stubbs (dirigenten); Aaron Sheehan & Renate Wolter-Seevers (producers)
  - Boston Early Music Festival Chamber Ensemble (orkest); Boston Early Music Festival Vocal Ensemble (koor)
- Best Choral Performance
  - The Sacred Spirit of Russia - Craig Hella Johnson (dirigent)
  - Conspirare, koor
- Best Chamber Music/Small Ensemble Performance
  - In 27 Pieces - The Hilary Hahn Encores - Hilary Hahn (solist); Cory Smythe (begeleiding)
- Best Classical Instrumental Solo
  - Play - Jason Vieaux
- Best Classical Solo Vocal Album
  - Douce France - Anne Sofie von Otter (solist); Bengt Forsberg (begeleiding)
- Best Classical Compendium (Verzameling van losse en/of eerder uitgebrachte klassieke werken)
  - Partch: Plectra & Percussion Dances - Partch (ensemble); John Schneider (producer)
- Best Contemporary Classical Composition (Beste eigentijdse klassieke compositie)
  - John Luther Adams voor Become Ocean, uitvoerende: Seattle Symphony o.l.v. Ludovic Morlot

### Video
- Best Music Video (videoclip)
  - Happy - Pharrell Williams (artiest); We Are From LA (regisseurs); Kathleen Heffernan, Roman Pichon Herrera, Jett Steiger & Cedric Troadec (producers)
- Best Music Film (lange video, b.v. documentaire of concert)
  - 20 Feet From Stardom - Darlene Love, Merry Clayton, Lisa Fischer & Judith Hill (artiesten); Morgan Neville (regisseur); Gil Friesen & Caitrin Rogers (producers)